# Calle de la Rosa (Segovia)
La calle de la Rosa es una vía pública de la ciudad española de Segovia.

## Descripción
La vía, de título incierto, conecta la plaza de Guevara con la calle de San Nicolás, bordeando la plaza de la Trinidad. Aparece descrita en Las calles de Segovia (1918) de Mariano Sáez y Romero con las siguientes palabras:

Rosa.—Desde la plazuela de Guevara llega a la Travesía de San Agustín. Ignoramos el origen de su título, que puede ser el nombre de alguna mujer que por allí viviera; y mejor, pues no hay puerta de casa en la calle, por la flor así llamada, acaso algún tiesto o maceta que hubiera en ventana o balcón que salga a la calle.
(Sáez y Romero, 1918, p. 147)